# Paratarsotomus macropalpis
Paratarsotomus macropalpis este o specie de căpușă din familia Anystidae. Acest tip de acarian trăiește în partea de sud a Californiei și se deplasează cu rapiditate pe pietre și trotuare. Deși a fost descoperită în 1916, se cunosc puține date despre habitatul său natural sau sursele de hrană. Paratarsotomus macropalpis măsoară până la 0,7 mm în lungime, are picioare lungi și un corp alungit.
Un studiu publicat în aprilie 2014 susține că Paratarsotomus macropalpis este cel mai rapid animal terestru, raportat la dimensiunea corporală, fiind capabil să parcurgă o distanță de 322 mai mare decât lungimea corpului său într-o secundă.